# Bengt Gunnar Malm

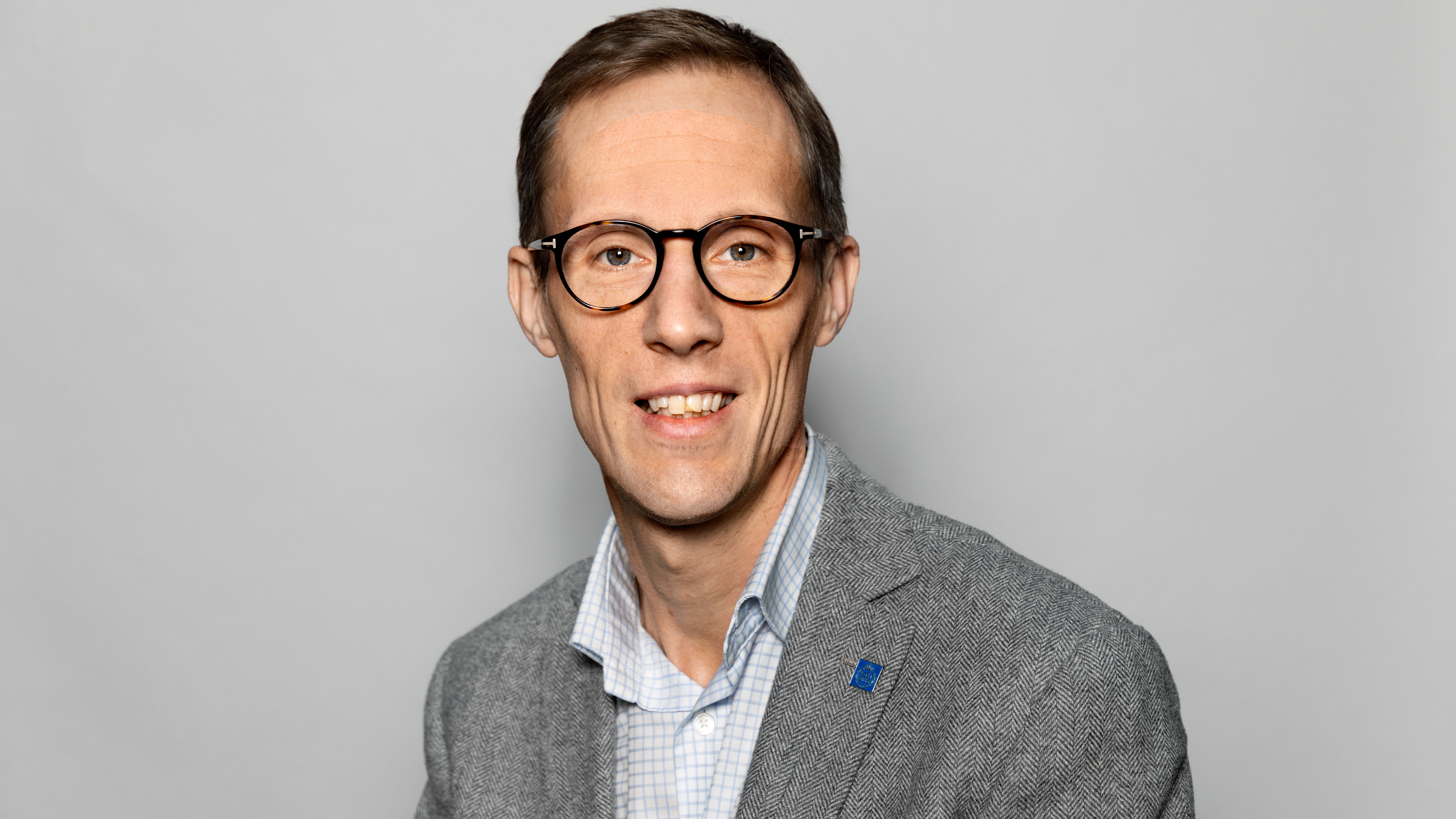
Professor B. Gunnar Malm vid KTH

Bengt Gunnar Malm, född 1972 i Stockholm, är sedan december 2020 professor i fysik vid Kungliga Tekniska högskolan. Ämnet för professuren är integrerade komponenter och kretsar och forskningsområdet omfattar halvledare- och spinntronik-komponenter, populärt även kallat nanoelektronik.

## Utbildning och akademisk karriär
Malm gick ut Danderyds gymnasium (Matematikgymnasiet) 1991 och började samma år studera teknisk fysik vid Uppsala universitet. Han blev civilingenjör 1997 efter ett examensarbete på ABB Atom AB i Västerås. Han fortsatte med forskarutbildning i fasta tillståndets elektronik med Mikael Östling som handledare och blev teknologie doktor 2002. Efter doktorsexamen var han verksam som forskare vid KTH till 2011 då han blev anställd som universitetslektor. Samma år utsågs han till docent vid KTH.

## Forskningsinriktning
Malm forskar om fysiken bakom nano-elektroniken. Genom att förstå denna fysik kan vi skapa bättre, mindre, mer energieffektiv och hållbar elektronik för många olika tillämpningar och produkter.
Speciellt fokuserar Malm på frågeställningar kring variabilitet, brus och fluktuationer och att använda elektronik i extrema miljöer.
I forskningen kombineras experimentella studier i labbet med storskaliga datorsimuleringar, också kallat e-Science. För simuleringarna används kraftfulla simuleringskluster. 